# Hunsdon House

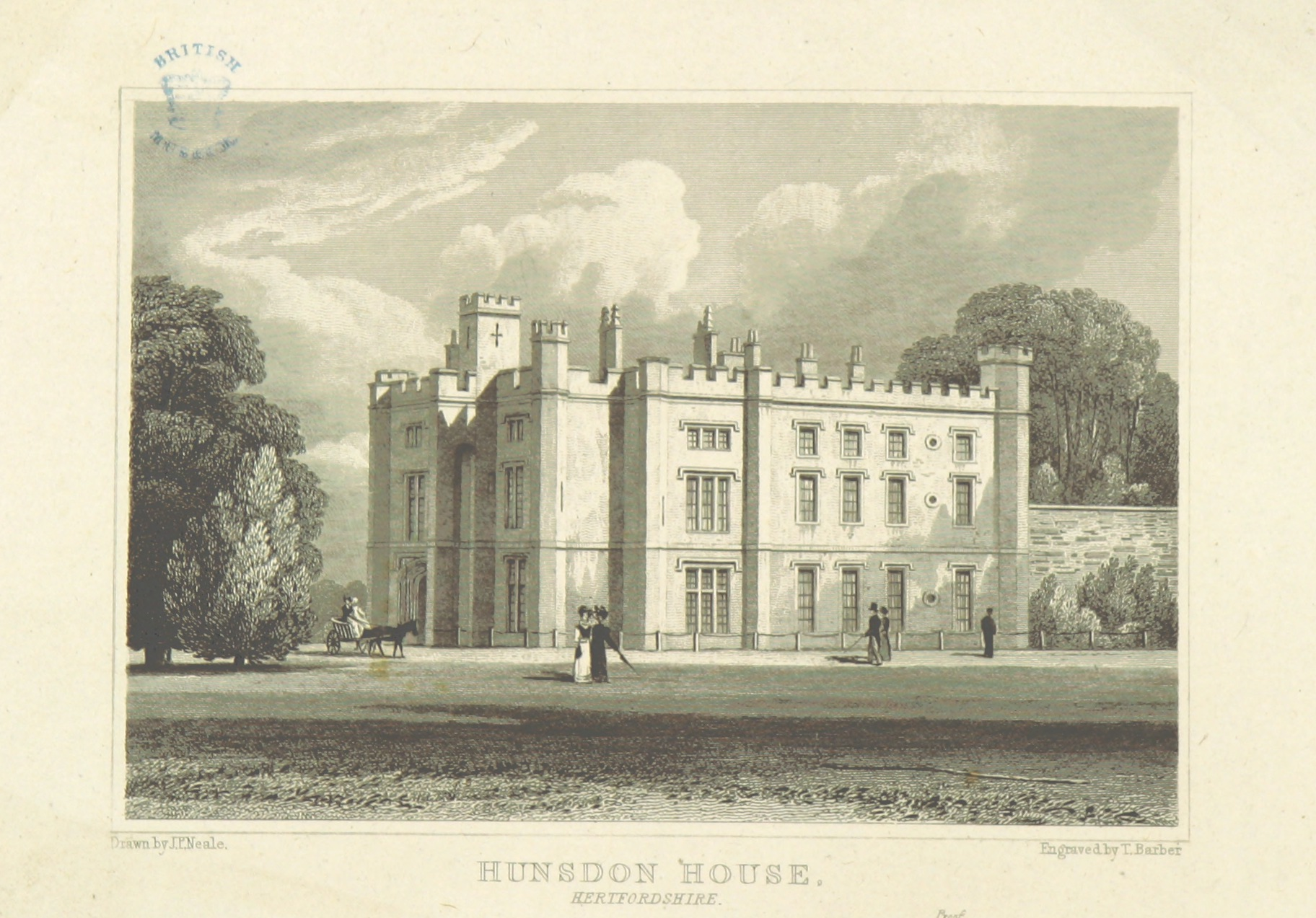
Neale(1818) p2.130 - Hunsdon House, Hertfordshire

Hunsdon House är ett slott i Hunsdon, Hertfordshire i England, nordväst om Harlow.  
Det var ett kungligt slott mellan 1525 och 1559, och är främst känt som kungligt Tudorslott, men byggnaden har blivit kraftigt ombyggt sedan Tudortiden och är betydligt mindre än det var då.  

## Historik
Herrgården uppfördes av Sir William Oldhall 1447. Det tillhörde Margaret Beaufort 1503-1509 och sedan Thomas Howard, 2:e hertig av Norfolk innan det köptes av Henrik VIII 1525. 
Henrik VIII byggde ut Hundsdon herrgård till ett praktfullt kungligt slott med vallgrav och kungliga våningar. Kungen använde ofta slottet för jakt samt bostad åt sina barn. Edvard VI bodde ofta på Hunsdon. Maria I ärvde slottet efter sin fars död 1547, och bodde ofta där fram till sin tronbestigning 1553. Elisabet I var dock inte intresserad av slottet utan gav det till Henry Carey, 1:e baron Hunsdon 1559. 
Hunsdon House ägdes av familjen Carey i hundra år. Byggnaden minskades kraftigt i storlek när Henrik VIII:s ombyggnationer revs under 1600-talet, vallgraven avlägsnades på 1700-talet och ytterligare ombyggnader på 1800-talet förändrade dess utseende. Byggnaden minskade med tre fjärdedelar från dess omfång på Tudortiden. 